# Mark-Houwink-Gleichung
Die Mark-Houwink-Gleichung (auch als Kuhn-Mark-Houwink-Sakurada-Gleichung oder Staudinger-Kuhn-Gleichung bezeichnet)
{\displaystyle \lbrack \eta \rbrack =K\cdot M^{\alpha }}
ist eine empirisch gefundene Form des Zusammenhanges zwischen zwei Größen eines Polymers, nämlich
- dem Molmassenmittel M (Viskositätsmittel, entspricht annähernd einem Gewichtsmittel) und
- der Grenzviskosität [η] (Staudinger-Index: Grenzwert der reduzierten Viskosität, extrapoliert auf eine Konzentration und ein Schergefälle von Null; experimentell bestimmt über Viskositätsmessungen bei verschiedenen Polymerkonzentrationen).[1]
- K und α sind Konstanten, die nicht exakt theoretisch berechnet werden können und deshalb für jedes Polymer-Lösungsmittel-Paar empirisch bestimmt werden müssen.

In ihrer logarithmierten Form
{\displaystyle M^{\alpha }={\frac {\lbrack \eta \rbrack }{K}}}
dient die Gleichung häufig zur Bestimmung des Molmassenmittels eines Polymers aus dem Staudinger-Index.
Die Werte von K und α sind abhängig von der geometrischen Gestalt des Polymers (hydrodynamisches Volumen) und damit auch von seiner Wechselwirkung mit dem Lösungsmittel. Sie werden mit Hilfe von Kalibrierungsproben bestimmt, die eine sehr enge Molmassenverteilung mit bekanntem Viskositätsmittel haben sollten. Für viele Polymer-Lösungsmittel-Paare sind die Konstanten K und α in der Fachliteratur veröffentlicht.
Benannt ist die Gleichung nach Hermann F. Mark und Roelof Houwink.